# Santa Maria de Montoriol d'Amunt

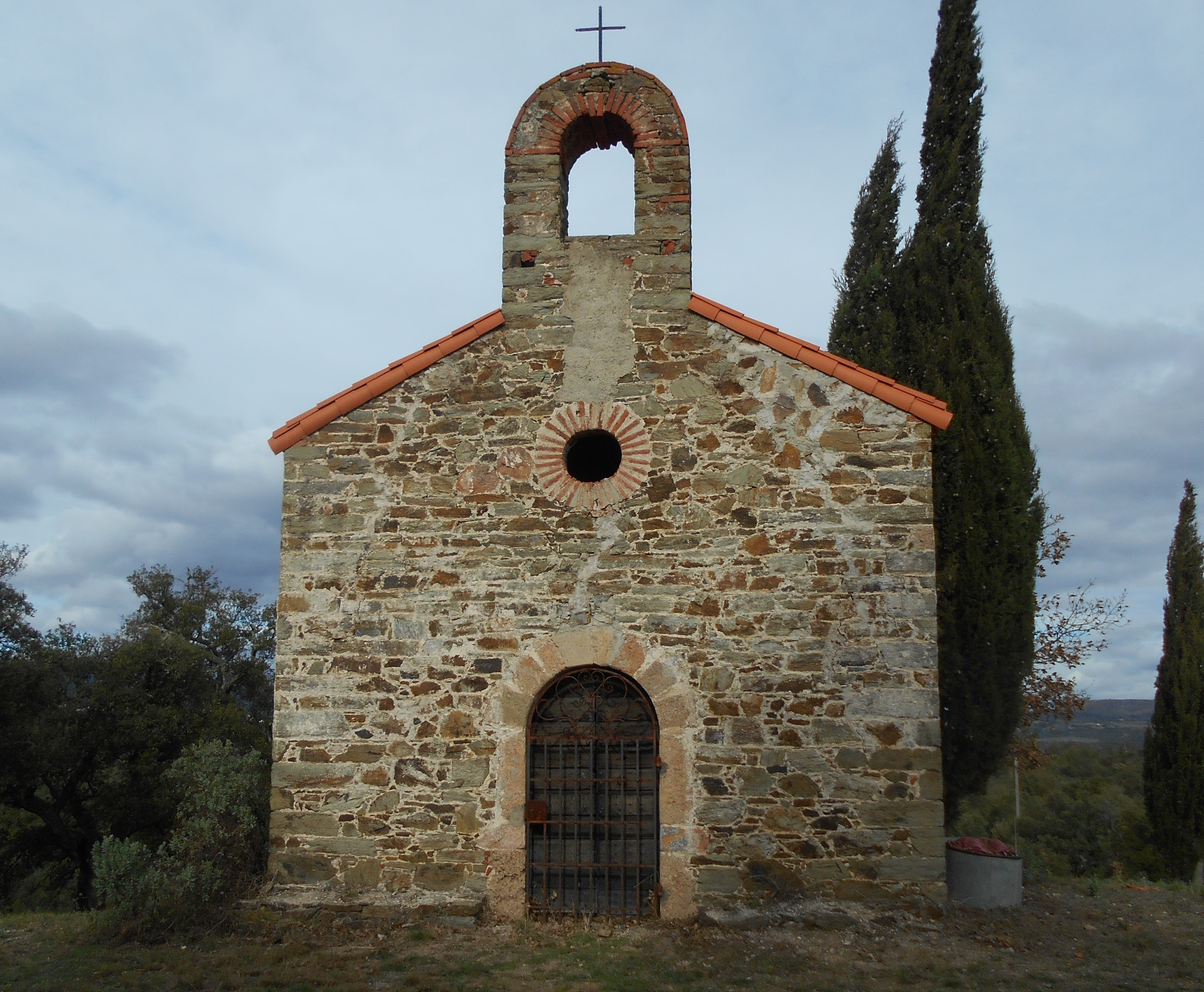
Frontis occidental de l'església

Santa Maria de Montoriol d'Amunt, o del Mas d'en Costa, és una església romànica del poble de Montoriol d'Amunt, del terme comunal de Montoriol, de la comarca del Rosselló, a la Catalunya del Nord. És una petita capella d'una sola nau, l'edifici actual no té l'orientació característica de les esglésies romàniques. Fou consagrada el 1011, el mateix dia que la propera església de Sant Miquel.
Està situada en el poble de Montoriol d'Amunt, prop d'on ara hi ha el Mas Vallpuig, antigament Mas d'en Costa, al sud-oest del terme comunal.

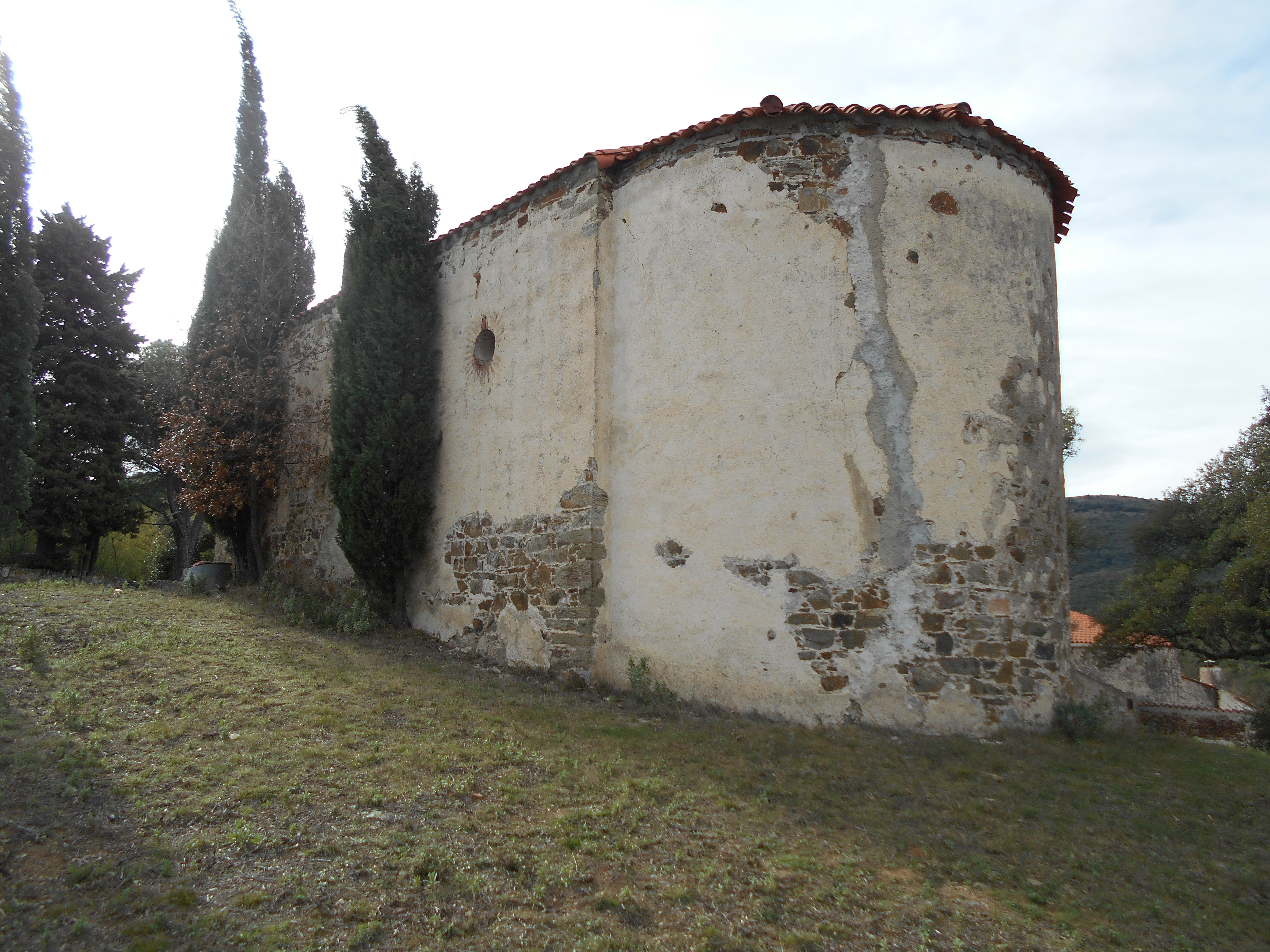
Capçalera, encarada al nord-oest